# Dan in Real Life
Dan in Real Life, is een komedie-dramafilm uit 2007 onder regie van Peter Hedges, die het verhaal samen met Pierce Gardner schreef.

## Verhaal
Dan Burns (Steve Carell) is een alleenstaande vader wiens vrouw gestorven is. Hij zorgt voor zijn dochters Jane (Alison Pill) van 17, Cara (Brittany Robertson) van 14 en Lily (Marlene Lawston) van 9. Ieder van hen heeft weleens wens waarvoor hij diegene nog niet rijp acht, dus zonder frictie gaat dat niet. Om aan de kost te komen schrijft Dan columns met huishoudelijke adviezen voor een krant in New Jersey. Behoefte aan een nieuwe liefde heeft hij nooit gehad, omdat hij met zijn hart eigenlijk nog steeds bij zijn overleden vrouw zit.
Hoewel niemand er echt zin in heeft, moet het gehele huishouden mee naar Dans vader Poppy (John Mahoney) en moeder Nana (Dianne Wiest) voor het jaarlijkse familieweekend, met alle broers en zussen. Terwijl zij de kinderen bezighouden, merkt Dans moeder dat hij niet helemaal in zijn sas is en stuurt hem de stad in om even rustig wat leuks voor zichzelf te doen. In de bibliotheek ontmoet hij Marie (Juliette Binoche), die hem aanziet voor een medewerker en om advies vraagt. Dan wacht met haar te vertellen dat hij niet in de bibliotheek werkt tot nadat hij haar geholpen heeft. Beide vinden de situatie dermate grappig dat ze besluiten nog wat te gaan drinken. Ze blijken prima met elkaar op te kunnen schieten. Marie is echter pas begonnen aan een nieuwe relatie, dus eigenlijk kan het niets worden. Toch geeft ze Dan haar telefoonnummer, om een keer af te spreken 'om hun gesprek af te maken.' Voor hem is het liefde op het eerste gezicht, dus hij is zeker van plan te bellen.
Teruggekeerd bij zijn familie ziet iedereen Dan stralen, waardoor hem snel ontlokt is dat hij iemand ontmoet heeft. Zijn broer Mitch (Dane Cook) raadt hem aan er vol voor te gaan, omdat hij het hem als geen ander gunt. Mitch heeft zelf ook pas een nieuwe relatie met een vrouw die ook naar het familieweekend komt. Wanneer ze aankomt, blijkt dit uitgerekend Marie te zijn. Dan wil zijn broer niet bedriegen en vermijdt daarom zo veel mogelijk het contact met haar. Hij wordt naarmate de tijd verstrijkt alleen steeds verliefder, waardoor hij meer en meer gedrag vertoont dat zijn familie hem niet in dank afneemt. Waar Dan al ongelukkig is met de situatie, beginnen ook zij vervolgens op hem af te geven.

## Rolverdeling
- Steve Carell - Dan Burns
- Juliette Binoche - Marie
- Dane Cook - Mitch Burns
- Alison Pill - Jane Burns
- Brittany Robertson - Cara Burns
- Marlene Lawston - Lilly Burns
- Dianne Wiest - Oma Burns
- John Mahoney - Opa Burns
- Norbert Leo Butz - Clay Burns
- Amy Ryan - Eileen
- Jessica Hecht - Amy
- Emily Blunt - Ruthie Draper